# Mount Gretna
Mount Gretna és una població dels Estats Units a l'estat de Pennsilvània. Segons el cens del 2000 tenia 242 habitants.

## Demografia
Segons el cens del 2000, Mount Gretna tenia 242 habitants, 117 habitatges, i 74 famílies. La densitat de població era de 584 habitants/km².
Dels 117 habitatges en un 13,7% hi vivien nens de menys de 18 anys, en un 61,5% hi vivien parelles casades, en un 2,6% dones solteres, i en un 35,9% no eren unitats familiars. En el 27,4% dels habitatges hi vivien persones soles el 10,3% de les quals corresponia a persones de 65 anys o més que vivien soles. El nombre mitjà de persones vivint en cada habitatge era de 2,07 i el nombre mitjà de persones que vivien en cada família era de 2,53.
Per edats la població es repartia de la següent manera: un 12% tenia menys de 18 anys, un 5% entre 18 i 24, un 18,2% entre 25 i 44, un 43% de 45 a 60 i un 21,9% 65 anys o més.
L'edat mediana era de 52 anys. Per cada 100 dones de 18 o més anys hi havia 100,9 homes.
La renda mediana per habitatge era de 62.917 $ i la renda mediana per família de 87.500 $. Els homes tenien una renda mediana de 43.333 $ mentre que les dones 48.125 $. La renda per capita de la població era de 43.470 $. Cap de les famílies i el 0,8% de la població estaven per davall del llindar de pobresa.

## Poblacions més properes
El següent diagrama mostra les poblacions més properes.